# Battle for Atlantis
Battle for Atlantis is een oorlogssimulatiespel dat in 1990 ontwikkeld en gepubliceerd werd door de Amerikaanse ontwikkelaar Soleau Software.

## Gameplay
In het spel dient de speler eilanden te veroveren. Tijdens het spel krijgt de speler op willekeurige momenten te maken met opstanden, overstromingen en aardbevingen. 

## Remake
Enkele jaren later bracht de ontwikkelaar een vernieuwde versie op de markt onder de naam Isle Wars Pro.